# Wieżki (obwód brzeski)
Wieżki (biał. Ве́жкі; ros. Вежки) – wieś na Białorusi, w rejonie żabineckim obwodu brzeskiego, około 12 km na północny wschód od Żabinki.

## Historia
Wieżki to jedna z najstarszych osad na Białorusi. Prawdopodobnie powstała w drugiej połowie XIV wieku jako wzmocnienie obronne na granicy między Wielkim Księstwem Litewskim a Zjednoczonym Królestwem Polskim. Etymologia nazwy wsi jest związana z wieżami obronnymi.
W 1513 roku wieś była już siedzibą majątku, w 1522 roku należącego do rodziny Kostewiczów. W XVI wieku dobra te wchodziły w skład Księstwa Kobryńskiego, które z czasem stało się starostwem i zostało stołowymi dobrami królewskimi, będącymi własnością królowej Bony. Po III rozbiorze Polski zostały skonfiskowane przez carycę Katarzynę II i nadane Aleksandrowi Suworowowi. Jego syn Arkadiusz rozsprzedał w 1808 roku nadane majątki wielu nabywcom. Wieżki kupił wkrótce potem Karol Szpakowski (1800–1863) herbu Sas, pionier cukrownictwa na Litwie, żonaty z Adelą Wysłouch. Założył tu pierwszą w okolicy cukrownię (działała tylko do 1837 roku) i zorganizował kursy dla pracowników. Ich córka Maria wyszła za Zygmunta Rossudowskiego herbu Roch III i wniosła majątek mężowi w posagu. Liczył wtedy 591 dziesięcin. Ich córka Maria Helena wyszła za Adama Bobińskiego (1869–1940), właściciela pobliskiej Jurkowszczyzny, wnosząc dobra rodzinie Bobińskich (Maria i Adam Bobińscy byli dziadkami Krzysztofa Bobińskiego). Adam Bobiński został zakatowany w mińskim więzieniu.
Przed rozbiorami Wieżki leżały w województwie brzeskolitewskim Rzeczypospolitej. Po III rozbiorze Polski znalazły się na terenie powiatu prużańskiego, należącego do guberni słonimskiej (1796), litewskiej (1797–1801), a później grodzieńskiej (1801–1915) Imperium Rosyjskiego. Po ustabilizowaniu się granicy polsko-radzieckiej w 1921 roku Wieżki wróciły do Polski, znalazły się w gminie Matiasy należącej do powiatu prużańskiego w województwie poleskim. 1 stycznia 1926 roku gmina została przyłączona do powiatu kobryńskiego w tymże województwie. Gmina Matiasy została zlikwidowana 18 kwietnia 1928 roku, a Wieżki stały się częścią gminy Tewle w tymże powiecie i województwie. Od 1945 roku – w ZSRR, od 1991 roku – na terenie Republiki Białorusi.
W 1921 roku na Wieżki składała się kolonia i dwa folwarki: 
- kolonia Wieżki liczyła 23 mieszkańców, z czego 6 katolików i 17 prawosławnych, 7 osób zadeklarowało narodowość polską, a 16 białoruską
- folwark Wieżki I liczył 74 mieszkańców, z czego 14 katolików, 58 prawosławnych i 2 żydów, 25 osób zadeklarowało narodowość polską, 47 białoruską, 2 – żydowską
- folwark Wieżki II liczył 8 mieszkańców, z czego 1 katolik i 7 prawosławnych, 1 Polak i 7 Białorusinów[6].

W 1999 roku wieś liczyła 151 osób, a w 2009 – 160.

## Nieistniejący dwór

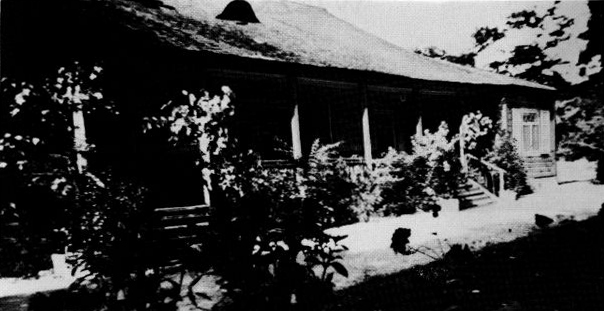
Dwór przed 1939 rokiem

Prawdopodobnie Karol Szpakowski wybudował tu po 1818 roku niewielki, parterowy, z bali modrzewiowych dwór. Stał on na ceglanej podmurówce na planie prostokąta, zwrócony frontem na zachód. Od strony podjazdu miał na skrajnych osiach dwa identyczne ganki, każdy o dwóch filarach podtrzymujących trójkątny szczyt. Od strony ogrodu odpowiednikami ganków były dwa ryzality na skrajnych osiach, połączone ze sobą długim podcieniem, z dachem wspartym na sześciu cienkich filarach. W 1894 roku ówczesny właściciel dobudował jeszcze dodatkowe skrzydło mieszczące kuchnię i spiżarnię. Dom był przykryty wysokim, gładkim, czterospadowym dachem gontowym.
Wnętrze mieściło początkowo 13, a po rozbudowie 15 izb w układzie dwutraktowym. Jako paradne wejście służył prawy ganek. W narożniku południowo-wschodnim zlokalizowano wielki ogród zimowy z całkowicie przeszkloną ścianą południową. Trakt ogrodowy przeznaczono na cele reprezentacyjne. Były tu: wielki salon, mały salon, pokój jadalny i biblioteka. Całe cenne wyposażenie dworu zostało utracone w czasie I wojny światowej. Przed 1939 rokiem dwór odrestaurowano i wyposażono w nowe urządzenia. M.in. w małym salonie stanął fortepian Bechstein.
Do dworu prowadziła kilometrowej długości aleja obsadzona topolami, lipami, klonami i morwami. Po jej lewej stronie ciągnęły się zabudowania gospodarcze, po prawej stał spichlerz, a za nim ogród. Po minięciu mostku nad rowem otaczającym dwór aleja rozdwajała się, otaczając kolisty gazon przed domem. Gazon był porośnięty trawą i rabatami kwiatowymi. Rosła też na nim grupa modrzewi. Za domem był ogród kwiatowy. Dwór był otoczony starym parkiem o zróżnicowanym drzewostanie.
Po II wojnie światowej dwór i pozostałe budynki folwarku zburzono. Do dziś pozostały z majątku jedynie resztki parku.
Majątek Wieżki jest opisany w 11. tomie Dziejów rezydencji na dawnych kresach Rzeczypospolitej Romana Aftanazego.